# Maravilha (Alagoas)
Maravilha est une municipalité brésilienne dans l'État de l'Alagoas.